# 杉本亜未
杉本 亜未（すぎもと あみ、2月27日 - ）は日本の漫画家。女性。

## 略歴
2014年12月25日まで、講談社のモバイルコンテンツ『Dモーニング』にて「ファンタジウム」を連載していた。マジシャンとして天性の才能を持つ少年を描いた同作品は宝島社「このマンガがすごい!2009」オトコ編10位にランクインしている。

## 作品リスト
- Animal X
  - 荒神の一族
  - 大地の掟
  - 原始再来
- 春やきぬらん
- Lust Never Sleeps
- 空のアンテナ
- 独裁者グラナダ
- ファンタジウム
- アマイタマシイ 〜懐かし横丁洋菓子伝説〜
- ブラッディチャイナタウン
- デリシャス・アンダーグラウンド ―国際人材バンクより（原作：石井光太、『月刊コミックバンチ』2023年2月号[1] - 2024年1月号[2]）
- 『となりの宮廷料理人』秋田書店〈ボニータ・コミックス〉既刊1巻（『ミステリーボニータ』2025年2月号[3] - ）
  1. 2025年6月16日発売[4][5]、ISBN 978-4-253-26602-4